# Acronychia suberosa
Acronychia suberosa är en vinruteväxtart som beskrevs av Cyril Tenison White. Acronychia suberosa ingår i släktet Acronychia och familjen vinruteväxter. Inga underarter finns listade i Catalogue of Life.